# Zdeněk Pšenička
Zdeněk Pšenička (* 29. června 1926) byl český a československý politik Komunistické strany Československa a poslanec Sněmovny národů Federálního shromáždění za normalizace.

## Biografie
K roku 1971 se profesně uvádí jako mistr v elektrárně. K roku 1976 jako předseda závodního výboru ROH.
Ve volbách roku 1971 zasedl do české části Sněmovny národů (volební obvod č. 29 - Sokolov, Západočeský kraj). Mandát znovu získal ve volbách roku 1976 (obvod Sokolov). Ve FS setrval do konce funkčního období, tedy do voleb roku 1981.